# Hank Corwin
Hank Corwin é um montador americano. Em 2015, foi nomeado ao Oscar 2016 na categoria de Melhor Edição por The Big Short ; em 2019, foi nomeado ao Óscar 2019 na mesma categoria por Vice.